# Экман-Ларссон, Оливер
Оливер Экман-Ларссон (швед. Oliver Oscar Emanuel Ekman Larsson; 17 июля 1991, Карлскруна) — шведский хоккеист, защитник клуба «Торонто Мейпл Лифс». Серебряный призёр Олимпийских игр 2014 года, двукратный чемпион мира 2017 и 2018 года. Обладатель Кубка Стэнли 2024.
Воспитанник хоккейной школы ХК «Тингсрюдс».
Выступал за ХК «Лександ». На драфте НХЛ-2009 был выбран в 1-м раунде под общим 6-м номером клубом НХЛ «Финикс Койотис».
В составе национальной сборной Швеции участник четырех чемпионатов мира, Кубка мира 2016 и Олимпийских игр 2014 года.
В составе молодёжной сборной Швеции бронзовый призер чемпионата мира 2010 года.
В сентябре 2018 назначен капитаном «Аризоны».
В июле 2021 обменян из «Аризоны Койотис» в «Ванкувер Кэнакс». 16 июня 2023 года «Кэнакс» выкупили последний год контракта Экмана-Ларссона.
1 июля 2023 года в качестве свободного агента подписал однолетний контракт «Флоридой Пантерз» на сумму $2,25 млн.
1 июля 2024 года в качестве свободного агента подписал четырёхлетний контракт с «Торонто Мейпл Лифс» на сумму $14 млн.
13 ноября 2024 года сыграл свой 1000-й матч в регулярных сезонах НХЛ.

## Достижения

### Командные
| Год  | Команда         | Достижение              | Достижение |
| ---- | --------------- | ----------------------- | ---------- |
| 2024 | Флорида Пантерз | Обладатель Кубка Стэнли |            |

## Статистика
| Легенда | Легенда                    | Легенда | Легенда                   | Легенда | Легенда    |
| ------- | -------------------------- | ------- | ------------------------- | ------- | ---------- |
| И       | Количество проведённых игр | Штр     | Штрафное время            | +/−     | Плюс-минус |
| Г       | Голы                       | П       | Голевые передачи          | О       | Очки       |
| -       | Статистика неизвестна      | —       | Статистика не учитывалась |         |            |